# Jack Luden
Jaccob Benson Luden (* 8. Februar 1902 in Reading, Pennsylvania; † 15. Februar 1951 im Staatsgefängnis San Quentin, San Quentin, Kalifornien) war ein US-amerikanischer Schauspieler.

## Leben
Jack Luden gehörte zu einer Gruppe von Schauspielschülern, die auf der School of Acting der Paramount Pictures aufgenommen wurden und 1926 einen Fünfjahresvertrag bei der Gesellschaft erhielten; zu Ende der Stummfilm- und Beginn der Tonfilmzeit konnte man ihn in etwa 30 Rollen sehen; der Durchbruch blieb ihm jedoch verwehrt, obwohl er mit Emil Jannings, Fredric March, Clara Bow und etlichen anderen Stars spielte.
Erst 1936 erschien er wieder auf der Leinwand. Bei der Columbia spielte er bis Mitte der 1940er Jahre kleine und kleinste Rollen. 1938 erhielt er die Gelegenheit, in einer Reihe von B-Western in der Hauptrolle des Breezy aufzutreten, es wurden jedoch nur vier Filme produziert, bevor sie wieder eingestellt wurde. Danach geriet er, der seit Jahren drogenabhängig war, mehrfach in Konflikt mit dem Gesetz und wurde 1950 zu einer Gefängnisstrafe in San Quentin verurteilt, während derer Verbüßung er starb.
Luden war drei Mal verheiratet.

## Filmografie (Auswahl)
- 1926: Fascinating Youth
- 1927: Flieger in Flammen (Aflame in the Sky)
- 1928: Sünden der Väter (Sins of the Fathers)
- 1928: Die Dame aus Moskau (The Woman From Moscow)
- 1929: Millionen um ein Weib (The Wolf of Wall Street)
- 1930: Street of Chance
- 1938: Stagecoach Days
- 1938: Pioneer Trail
- 1938: Phantom Gold
- 1938: Rolling Caravans
- 1939: Fräulein Winnetou (Susannah of the Mounties)
- 1940: Flight Command
- 1941: I Wanted Wings
- 1942: Silver Queen
- 1945: Incendiary Blonde
- 1945: Weekend im Waldorf (Week-End at the Waldorf)
- 1945: Schnellboote vor Bataan (They Were Expendable)